# Ricardo César Orta
Ricardo César Orta – wenezuelski bokser, złoty medalista igrzysk Ameryki Środkowej i Karaibów w Meksyku z roku 1954.

## Kariera
W 1954 roku Orta zajął pierwsze miejsce w kategorii piórkowej na igrzyskach Ameryki Środkowej i Karaibów, które rozgrywane były w Meksyku. W półfinale Orta pokonał na punkty Portorykańczyka Justo Casablancę. W walce o złoty medal pokonał na punkty Panamczyka Roberto Murillo.